# آبشار چوویسکو
آبشار چوویسکو (به انگلیسی: Chuvisco Falls) آبشاری است که در برزیل واقع شده و ارتفاع کلی ریزشگاه آن است.